# Das Licht im Dunkeln
Das Licht im Dunkeln ist ein Kriminalfilm von 1916 der Stummfilmreihe Tom Shark.

## Handlung
Ein Bankier schmuggelt Diamanten. Tom Shark klärt den Fall auf.

## Hintergrund
Produziert wurde der Film von der Decla-Film-Gesellschaft Holz & Co. (Nr. 22), gedreht wurde in den Studios der Eiko-Film. Er hatte eine Länge von vier Akten. Die Zensur fand im Juli 1916 statt. Die Polizei Berlin belegte ihn mit einem Jugendverbot (Nr. 38491), die Polizei München erlaubte keine Ankündigung als Detektivfilm (Nr. 21796, 21797, 21798, 21799). Die Uraufführung fand dann am 29. Dezember 1916 im Berliner Marmorhaus statt.